# Patti Austin (album)
Patti Austin è un album dell'omonima cantante pubblicato dall'etichetta discografica Qwest Records nel 1984.

## Tracce
Lato A
1. It's Gonna Be Special
2. Rhythm of the Street
3. All Behind Us Now
4. Hot! in the Flames of Love
5. Change Your Attitude

Lato B
1. Shoot Your Moon
2. I've Got My Heart Set on You
3. Fine Fine Fella (Got to Have You)
4. Starstruck
5. Any Way You Can

## Formazione
- Patti Austin - voce
- Victor Feldman - pianoforte, Fender Rhodes
- Armando Peraza - percussioni
- Narada Michael Walden - batteria
- David Sancious - tastiera
- Paulinho da Costa - percussioni
- Randy Jackson - basso
- Paul Jackson Jr. - chitarra
- Ollie Brown - batteria
- Raul Rekow - percussioni
- Cornelius Mims - basso
- Josef Andre Parson - chitarra
- David Pack - chitarra, sintetizzatore
- Corrado Rustici - chitarra
- Larry Williams - sintetizzatore, sax
- Nathan East - basso
- John Robinson - batteria
- Rex Salas - pianoforte
- Cliff Magness - chitarra
- Orestes Vilato - percussioni
- Thomas Organ - chitarra
- Preston Glass - pianoforte, cori
- Greg Phillinganes - tastiera
- Michael McDonald - pianoforte, Fender Rhodes
- Chuck Domanico - basso
- Tommy Faragher - tastiera, basso
- Steve Forman - percussioni
- Frank Martin - sintetizzatore
- John Van Torengen - tastiera, basso
- Jerry Hey - tromba, flicorno
- Gary Grant - tromba
- Ernie Watts - sax
- Marc Russo - sax
- Kim Hutchcroft - sax
- Attala Zane Gilles, Myrna Matthews, Angela Boffill, Jim Gilstrap, Paulette McWilliams, Josie James, Phillip Ingram - cori

Note aggiuntive
- Glen Ballard - produttore